# 千日前
千日前（せんにちまえ）は、大阪府大阪市中央区の町名および地域名。行政地名は千日前一丁目および千日前二丁目。

## 地理
道頓堀の南東に位置し、演芸場や映画館などがある娯楽街になっている。西隣の難波にある法善寺と竹林寺（現在は天王寺区に移転）で千日念仏が唱えられていたことから、両寺（特に法善寺）が千日寺と呼ばれ、その門前であることに由来する。一般的に千日前と呼ばれる地域は、千日前一丁目・二丁目の他、その南側にある難波千日前も含まれることが多い。

## 歴史

### 江戸から明治
江戸初期には近郊農村であった西成郡難波村と西高津村の一部であった。大坂の陣後の1615年、市内の墓地の整理により竹林寺の南東一帯に「千日墓地」と呼ばれる大規模な墓地がつくられ、刑場・焼き場も併設された。これが後にさまざまな噂話や因縁話の原因にされることとなる。なお、大坂西町奉行所近辺にあった牢獄から本町橋を渡り西へ向かい、西横堀川で南下、道頓堀川を東へ向かい千日墓地手前の刑場に向かうのが市中引き回しルート。
1702年、玉造の伏見坂町の東半（北組伏見坂町）が大坂代官の玉造口組屋敷地（西成郡古屋敷地）として接収されることになり、代替地として道頓堀南東の西高津村領内に移転し、元伏見坂町（もとふしみさかまち）が形成された。坂町（さかまち）と通称された元伏見坂町には茶屋や見世物小屋が集まり始め、南地五花街の一つに数えられるほどの賑わいを見せるようになった。坂町および南隣の難波新地1丁目は、天保の改革の際に歌舞伎と浄瑠璃に携わる者の居住区に指定された経緯を持っており、この2町が現在の千日前1丁目におおむね該当する。
現在の千日前2丁目は、難波新地2丁目（のちに再編されて難波新地4番町）のごく一部（現：エスカールなんばの一画のみ）・難波村字北河原（旧町名：河原町1丁目）の北部・西高津村字髭剃（のちに難波村に編入されて難波村大字西高津。旧町名：南阪町）におおむね該当し、上記の千日墓地などが設置されていた所である。
明治以降、刑場は廃止され墓地が阿倍野に移転して繁華街が広がって行くことになるが、当初は墓地跡・刑場跡（晒し台・磔台・獄門台）ということでなかなか買い手がなかった。そこで大阪市は、10坪入手した者には5円を「灰処理代」として援助した。
1885年の阪堺鉄道（南海電気鉄道の前身）難波駅開業などで一気に人通りが多くなる。1891年（明治24年）5月25日には皇族・文秀女王の御成があった。

### ミナミの大火後
1912年（明治45年）1月16日に難波新地4番町で出火した「ミナミの大火」によって、難波新地から千日前、西高津新地、生國魂神社辺りまでが焼失し、この地にあった遊郭は移転して消滅した。焼け跡には現在の千日前通に当たる大阪市電九条高津線敷設の計画が持ち上がったものの、繁華街は低迷したままであった。ミナミ壊滅の危機に瀕して南海鉄道の社長は近代的なレジャーセンターの建設で復興の呼び水にすることを考え、1913年（大正2年）千日土地建物（略称「千土地」。その後1954年に千土地興行、1963年に日本ドリーム観光となる会社）を設立。三友倶楽部の設立者で大阪の興行界の実力者であった山川吉太郎に声をかけた。彼は当時、活動写真館を経営し、役者をアイドルとして売り出す才能の持ち主でもあった。南海の出資で彼は全ての娯楽を詰め込んだレジャーセンターを構想した。

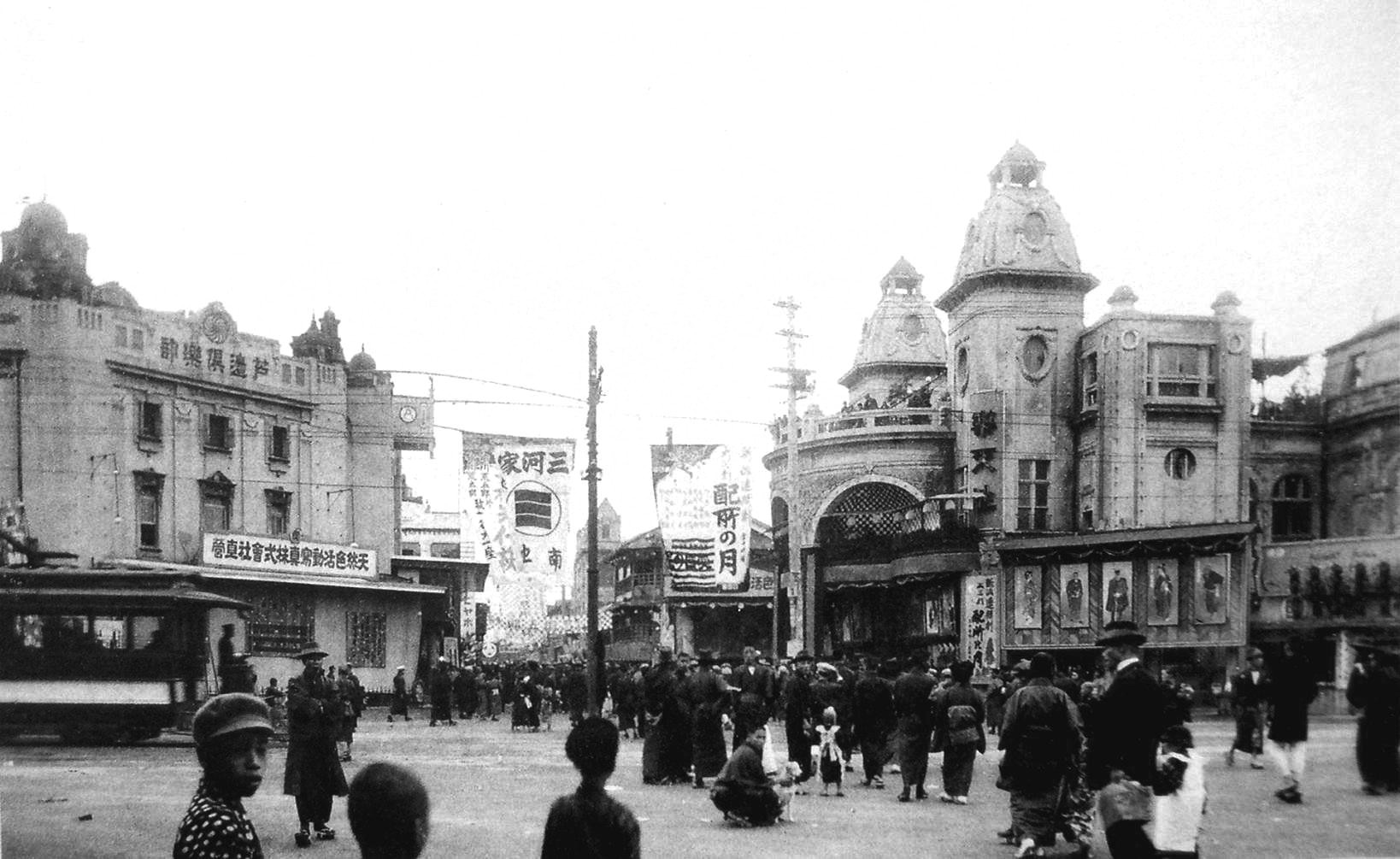
1916年ごろの千日前。向かって右は楽天地（2001年よりビックカメラ）、左は芦邊倶楽部（1991年よりアムザ1000）。

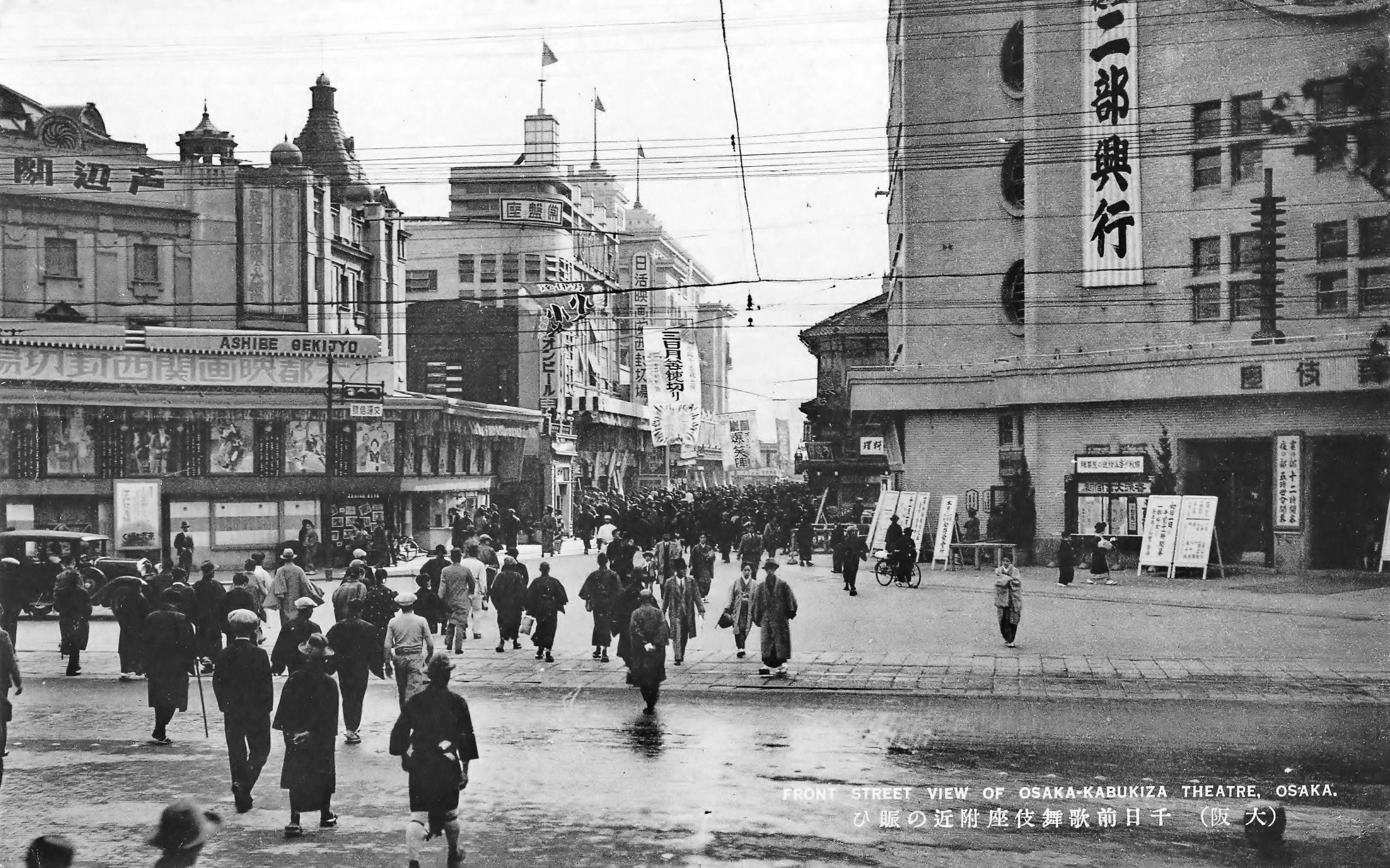
1933年ごろの千日前。向かって右は大阪歌舞伎座、左は芦辺劇場。

新しい千日前交差点の南西隅に、山川は1914年（大正3年）に一大娯楽センター「楽天地」を建設、一躍市内のハイカラな名所となった。地上3階建てで多くの尖塔を持ち、中央には円形ドームを載せ、夜はイルミネーションで彩られていた。館内は大劇場と二つの小劇場で芝居・演劇・映画を公演し、地下にはメリーゴーランド、ローラースケート場、水族館まであった。屋上の大阪市内を見渡す展望台も人気を集めた。
楽天地の開業以降、付近には映画館・演芸場が進出し、道頓堀と肩を並べる娯楽の街へと発展した。楽天地は後に、山川吉太郎が映画に熱中したことと映画制作で多額の借金を抱えたことで廃れ、帝国キネマの撮影場の焼失と新興キネマへの再編もあり1930年（昭和5年）に廃業。千土地は白井松次郎（松竹創業者の一人）に買収され、1932年、跡地に収容人数3,000人近い7階建ての南欧風建築「大阪歌舞伎座」が誕生し、初代中村鴈治郎はじめ多くの歌舞伎役者が舞台を踏んだ。以降、松竹の興行による関西歌舞伎が定期的に上演され、翌1933年（昭和8年）には6階にアイススケート場を併設。劇場南西側の飲食店が立ち並ぶ路地は「鴈治郎裏」もしくは「鴈治郎横丁」（現：精華通り）と呼ばれ賑わった。
1934年（昭和9年）、松竹は1922年に結成した「松竹楽劇部」を「大阪松竹少女歌劇団」(OSSK) と改称。千日前・東洋劇場を「大阪劇場」（通称・大劇）と改称して、新生OSSKの本拠地とした。大阪劇場は実演と映画上映の二本立て興行を行うようになり、実演はOSSKのレビューか人気歌手の歌謡ショウ（OSSKも出演）、映画は松竹映画を上映していた。
劇場は1937年（昭和12年）12月17日の火災で1-3階を全焼したが、その後に復旧。1943年（昭和18年）OSSKは「大阪松竹歌劇団」（OSK、現：OSK日本歌劇団）と改称し、笠置シズ子や京マチ子といったスターを生み出した。

### 戦後

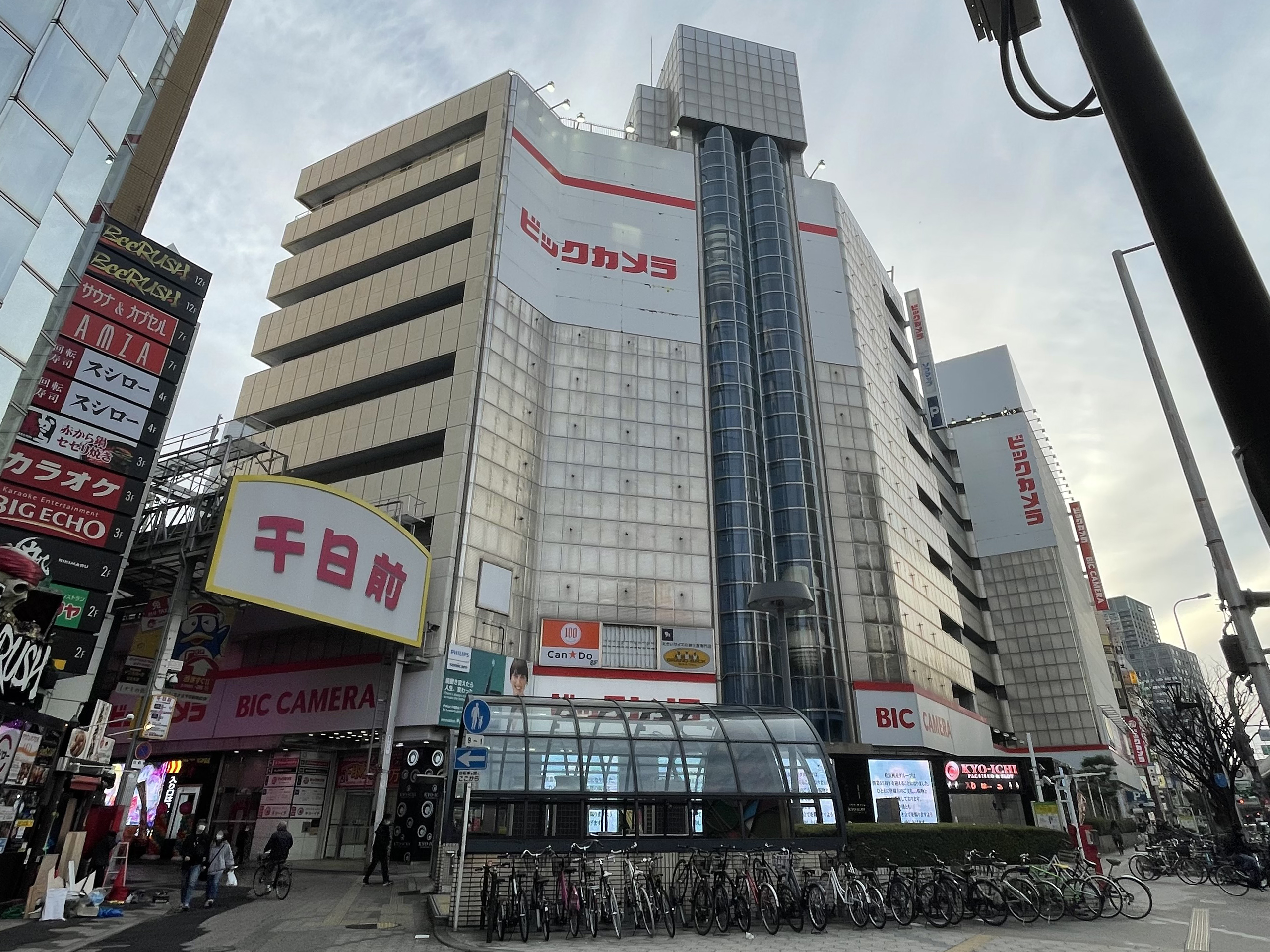
千日デパート跡地に建てられた「エスカールなんばビル」

第二次世界大戦の空襲で一帯は再び焼け野原と化したが、再び演芸街・飲食店街としての復興を果たす。大阪歌舞伎座上階のアイススケート場は占領軍向けの特殊慰安所（キャバレー）に改装され、朝鮮戦争まで運営された。また大劇地下にはアルバイトサロン（略称「アルサロ」。現在のキャバクラ）が開業し、全国に広まった。
1958年10月、大阪歌舞伎座は御堂筋に面した難波新地5番町に新たな大阪新歌舞伎座を建設し移転した。旧歌舞伎座の建物は、同年12月に商業ビルへ改装され「千日デパート」となるが、1972年（昭和47年）5月に死者118名にのぼる千日デパート火災が発生した。その後、焼失した建物は約8年間にわたり営業再開も取り壊しもされずに放置されたが、1981年4月にビルの解体が完了し、1984年1月に日本ドリーム観光が新たに「エスカールビル」を開業させ、ダイエー系列のプランタンなんばをキーテナントとする複合商業施設が営業を始めた。2000年3月に「プランタンなんば」は業態変更により「カテプリなんば」と改称した。2000年末に「カテプリなんば」が撤退し、翌年5月にビルの名称を「エスカールなんば」に改称すると同時にキーテナント「ビックカメラなんば店」が新たに入店し、現在（2025年）に至っている。
またOSKも「日本歌劇団」(NKD) と改称した1960年代半ばから人気に陰りが見え始め、1967年大劇は閉鎖。NKDが近鉄沿線のあやめ池円形大劇場に完全移転したことを受け、劇場を大劇レジャービルとしてボウリング場などの複合施設「大劇プレイタウン」に改装、新たに「大劇名画座」と「大劇シネマ」の2つの映画館を開館した。1991年にビルは解体され、跡地はなんばオリエンタルホテルとなっている。オリエンタルホテル南側の商店街「なんば千日前通」は、劇場閉鎖後も長らく「千日前大劇南通」と呼ばれていた。
吉本興業は従来、なんば南海通になんば花月劇場を経営していたが、近隣に所在した自社の経営するボウリング場・駐車場ならびに本社事務所（NSCを併設）を取り壊して、1987年「なんばグランド花月」を開場。以後、吉本新喜劇の本拠地となっている。

### かつて存在した主な映画館
- 花月シネマ（1988年閉館、なんば花月地下）
- 大劇名画座・大劇シネマ（1991年閉館）
- ナンバキネマ（1992年閉館）
- 難波ジョイシネマ（ナンバ新東宝から改称、1993年閉館）
- 千日前弥生座（2004年5月28日閉館）
- 千日会館（2004年5月28日閉館、後にテアトルA&Pが移転）
- 千日前セントラル（2006年9月15日閉館）
- 千日前OSスバル座（2006年9月24日閉館）
- 千日前国際劇場・千日前国際地下・千日前国際シネマ（2008年3月31日閉館）
- テアトルA&P（2013年4月23日閉館）

## 千日前の今日

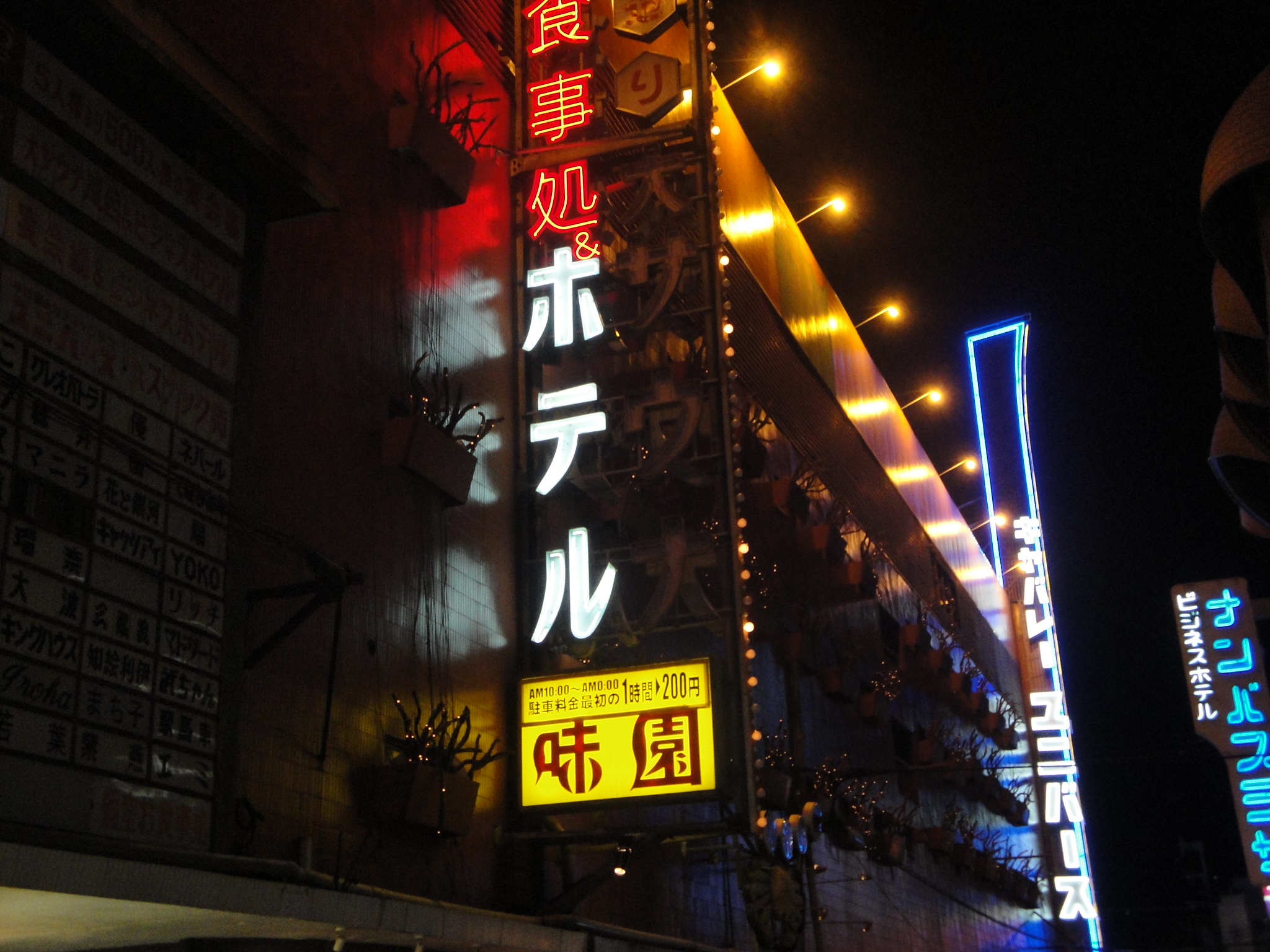
味園ビル

法善寺・竹林寺を経由して千日墓地に至る通りであったことから、道頓堀川に架かる太左衛門橋から南へ延びる通りは現在も単に「千日前」と呼ばれる。TORII HALL（2020年3月閉館）・千日亭、TOHOシネマズなんば 別館（旧：敷島倶楽部→東宝敷島劇場→敷島シネポップ）、なんばグランド花月 (NGK)、YES NAMBAビル（ワッハ上方（大阪府立上方演芸資料館）やドン・キホーテ、よしもと漫才劇場、エフエムちゅうおう、NMB48劇場などが入居）などの演芸場や映画館が点在している。
店舗構成としては「アムザ1000」（サウナ・カプセルホテル）などのレジャービルや、パチンコ店が多くを占める。
なんばグランド花月以南は「道具屋筋」（千日前道具屋筋商店街）と呼ばれる。プロ用の厨房用品や店舗開業用の食器、旗、飾り、食品サンプルなど様々な物を売っている。道具屋筋は「なんさん通り」で南端となり、近年オタク街化の進む日本橋の電気街（でんでんタウン）に隣接する。
なんば千日前通から堺筋にかけては古くからの店も残る一方、2010年ごろから古臭い雰囲気と安い賃料が魅力となり、新しい飲食店が相次いで出店し、「裏なんば」と呼ばれる注目のスポットとなっている。
なかでも、複合レジャー施設「味園ビル」は大宴会場・ホテル・スナックなどが入ったビルとして、裏なんばのランドマーク的存在である。1990年代まで深夜時間帯を中心にCMもよく流れていた。地下1階には豪華なキャバレー「ユニバース」があったが2011年3月に営業を終了し、現在は貸しホールとなっている。
パワフルな独特のデザインが凝らされた外観や内装などが、高度成長期の過剰さを知らない若い世代にも支持され、近年は若いオーナーが中心のバーや飲食店が相次いで開業、サブカルチャーの発信拠点となりつつある。しかし2025年で築70年となる同ビルは老朽化が著しく、ビル内の全テナントが2024年いっぱいで閉店し、同ビルの解体が検討されていると報じられた。

### “千日前”の地名に因むイベント
「千日前」の地名に因み、何らかの1000日前をアピールするイベントが開催されることがある。
1998年4月7日にはワッハ上方で「21世紀千日前記念式典」が開催された。
2008年10月27日は、日本のテレビジョン放送が完全にデジタル化されるちょうど1000日前に当たった。この日、デジタル放送推進協会 (Dpa) が全国を巡回させているキャラバンカーが千日前を訪れ、関西地区の地上デジタル放送推進大使（一部代理）と藤崎マーケットらがテレビデジタル化「千日前」をアピールするイベントを展開した。通常全国レベルに当たるイベントは東京で行われ、東京キー局の地デジ大使が参加するが、今回は「千日前」の地名に因んだもので、大阪で開かれたこのイベントが全国レベルとして扱われた。
2017年10月28日は、2020年東京オリンピックの開幕からちょうど1000日前にあたった。この日、千日前商店街では、東京オリンピック1000日前イベントの一環として「千日前でわろてんかギャグ1000発やりなはれ！」が開催された。また、同商店街では「10月28日は東京2020まで千日前」と掲げた看板も設置された。

## 世帯数と人口
2019年（平成31年）3月31日現在の世帯数と人口は以下の通りである。
| 丁目         | 世帯数  | 人口  |
| ------------ | ------- | ----- |
| 千日前一丁目 | 140世帯 | 189人 |
| 千日前二丁目 | 113世帯 | 146人 |
| 計           | 253世帯 | 335人 |

### 人口の変遷
国勢調査による人口の推移。
| 1995年（平成7年）  | 443人 | [ 11 ] |  |
| 2000年（平成12年） | 431人 | [ 12 ] |  |
| 2005年（平成17年） | 390人 | [ 13 ] |  |
| 2010年（平成22年） | 416人 | [ 14 ] |  |
| 2015年（平成27年） | 414人 | [ 15 ] |  |

### 世帯数の変遷
国勢調査による世帯数の推移。
| 1995年（平成7年）  | 232世帯 | [ 11 ] |  |
| 2000年（平成12年） | 266世帯 | [ 12 ] |  |
| 2005年（平成17年） | 263世帯 | [ 13 ] |  |
| 2010年（平成22年） | 290世帯 | [ 14 ] |  |
| 2015年（平成27年） | 309世帯 | [ 15 ] |  |

## 事業所
2016年（平成28年）現在の経済センサス調査による事業所数と従業員数は以下の通りである。
| 丁目         | 事業所数  | 従業員数 |
| ------------ | --------- | -------- |
| 千日前一丁目 | 199事業所 | 1,749人  |
| 千日前二丁目 | 173事業所 | 2,404人  |
| 計           | 372事業所 | 4,153人  |

## 施設

### 商業施設
- エスカールなんば
  - ビックカメラなんば店
- なんばウォーク
- 千日前道具屋筋商店街
- 相合橋筋商店街
- 難波センター街商店街
- TOHOシネマズなんば 別館

### 宿泊施設
- なんばオリエンタルホテル
- アムザ1000

### 社寺
- 三津寺墓地

## 交通

### 鉄道
最寄り駅
- 難波駅
  - Osaka Metro御堂筋線
  - Osaka Metro千日前線
  - Osaka Metro四つ橋線
  - 南海電気鉄道
  - 近畿日本鉄道（大阪難波駅）
  - 阪神電気鉄道（大阪難波駅）
  - 西日本旅客鉄道（JR難波駅）
- 日本橋駅
  - Osaka Metro千日前線
  - Osaka Metro堺筋線
  - 近畿日本鉄道（近鉄日本橋駅）

### 道路
高速道路
- 阪神高速15号堺線

一般府道
- 大阪府道・奈良県道702号大阪枚岡奈良線（千日前通）

### バス停
- 「戎橋」バス停
  - 大阪シティバス 73号系統

## 全国の千日前

### 岡山市の千日前
岡山県岡山市北区表町にある千日前商店街
岡山表町商店街の一部。大阪の千日前にあやかって命名された。松竹系単館映画館である岡山松竹を核とした映画館・劇場街として発展し、一時は同市内に映画館を持つ福武観光各ビルと双璧を成す岡山市内における映画娯楽・大衆演劇の地として知られていた。しかし2000年代におけるシネマコンプレックス時代の到来、またそれ以前より指摘されていた大衆演劇の衰退と共に、各館の経営が立ち行かなくなって廃館が相次ぎ、現在は多数のコインパーキングとわずかな飲食店(居酒屋)および以前よりの個人商店が軒を連ねるのみとなっている。また映画館に関しては商店街の片隅にある成人映画専門館である岡山日活のみが細々と営業を続けていたが、現在は廃館している。なお木下大サーカスの本部や、プロテスタント系キリスト教会の救世軍岡山小隊などがある事で知られている。
老朽化した岡山市民会館を新築移転されることが決定された。「岡山芸術創造劇場（仮称）」の名称で、2022年度の開館を予定していた。2023年6月4日にプレオープン、9月1日にグランドオープンした。

### 横須賀市の千日通
神奈川県横須賀市の横須賀中央駅前にある千日通商店街
1930（昭和5）年ごろ、現：千日通の商店主らが大阪へ視察旅行に出向いた際、千日前の賑わいが横須賀中央駅周辺の商店街の雰囲気に似ていたため、名称のなかった商店街に「千日通」と名付けた。商店街北端にさいか屋がある。